# Cormeilles (Oise)
Cormeilles település Franciaországban, Oise megyében. Lakosainak száma 393 fő (2022. január 1.). Cormeilles Blancfossé, Le Crocq, Doméliers, Fléchy, Fontaine-Bonneleau, Hardivillers és Villers-Vicomte községekkel határos.

## Népesség
A település népességének változása:
| Lakosok száma | 432  | 445  | 442  | 421  | 407  | 406  | 403  | 400  | 393  |
|               | 2013 | 2015 | 2016 | 2017 | 2018 | 2019 | 2020 | 2021 | 2022 |